# Dedimar
Dedimar Souza Lima (Irecê, 27 januari 1976) is een voormalig Braziliaans voetballer.